# Cheilosia paganus
Cheilosia paganus là một loài ruồi trong họ Ruồi giả ong (Syrphidae). Loài này được Verrall mô tả khoa học đầu tiên năm 1901. Cheilosia paganus var. floccosa phân bố ở vùng Cổ Bắc giới